# Большие Кайбицы
Большие Кайбицы (тат. Олы Кайбыч,Olı Qaybıç) — село, административный центр Кайбицкого района Татарстана. Также центр Большекайбицкого сельского поселения.

## География
Село находится на юго-западе Татарстана, в 18 км от железнодорожной станции Куланга, в 110 км от Казани.
Село расположено по обоим берегам реки Берля (притока Бирли), в 2 км от её устья.

## История
Село основано в период Казанского ханства.
В XVIII — первой половине XIX вв. жители Больших Кайбиц принадлежали к категории государственных крестьян. Основными занятиями населения были разведение скота и земледелие.
В «Списке населенных мест по сведениям 1859 года», изданном в 1866 году, населённый пункт упомянут как казённая деревня Большие Кайбицы 1-го стана Свияжского уезда Казанской губернии. Располагалась при речке Бирле, на просёлочном тракте из Тетюшского в Цывильский уезд,  60 верстах от уездного города Свияжска и в 31 версте от становой квартиры в казённом селе Кильдеево (Троицкое). В деревне в 188 дворах жили 1116 человек (578 мужчин и 538 женщин). Был мусульманский молитвенный дом.
В начале XX века в Больших Кайбицах насчитывались 3 ветряные мельницы и 3 мелочные лавки, была одна мечеть. Земельный надел сельской общины в этот период составлял 1844 десятин.
До 1920 года село входило в Ульянковскую волость Свияжского уезда Казанской губернии. С 1920 года находилось в составе Свияжского кантона Татарской АССР, с 14 февраля 1927 года — в Ульянковском районе, с 1 августа того же года — центр Кайбицкого района.
С 1 февраля 1963 года находилось в Буинском, с 4 марта 1965 года — в Апастовском районе. С 19 апреля 1991 года после восстановления Кайбицкого района вновь является районным центром.
В 2005—2006 годах вокруг Больших Кайбиц была построена объездная дорога, позволяющая транспорту объезжать село. С 1 июня по 15 сентября 2013 года участок дороги подвергнется ремонту с прекращением движения.

## Население
| 1859  | 1897  | 1908  | 1920  | 1938  | 1958  | 1959  |
| ----- | ----- | ----- | ----- | ----- | ----- | ----- |
| 1158  | ↗1864 | ↗2193 | ↘1969 | ↘1816 | ↗1861 | ↗2025 |
| 1970  | 1989  | 1997  | 2000  | 2002  | 2010  |       |
| ↘1575 | ↘942  | ↗1409 | ↗1422 | ↗1578 | ↗1600 |       |

Национальный состав на 2002 год: татары — 1513 (96 %), русские — 52 (3 %), чуваши — 8 (0,5 %).

### Известные люди
- Загидуллин, Раис Газизович — Герой Социалистического Труда.
- Шамин Абрар Гилязович — писатель, председатель Военного трибунала г. Казань.

## Фотографии

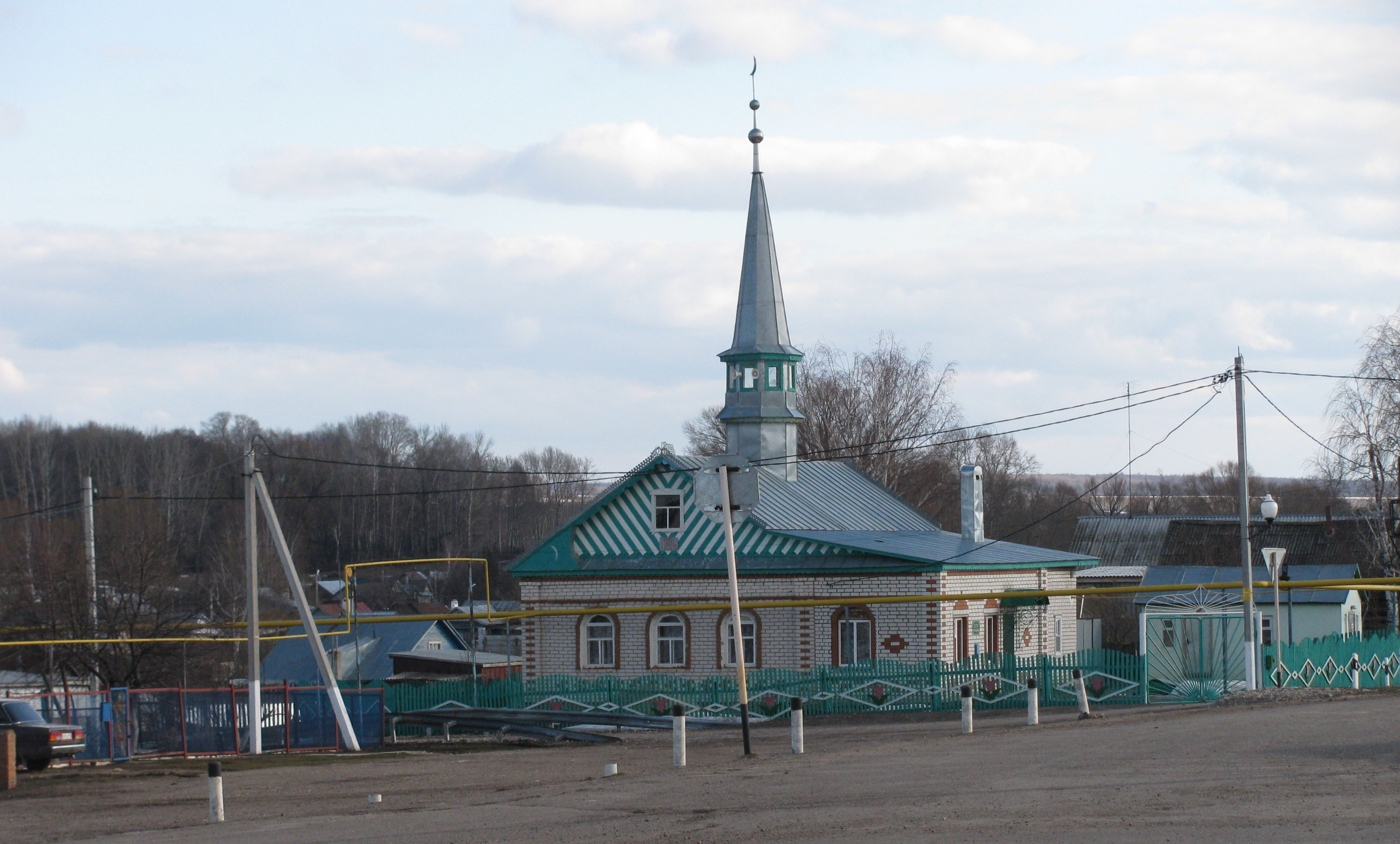
Мечеть
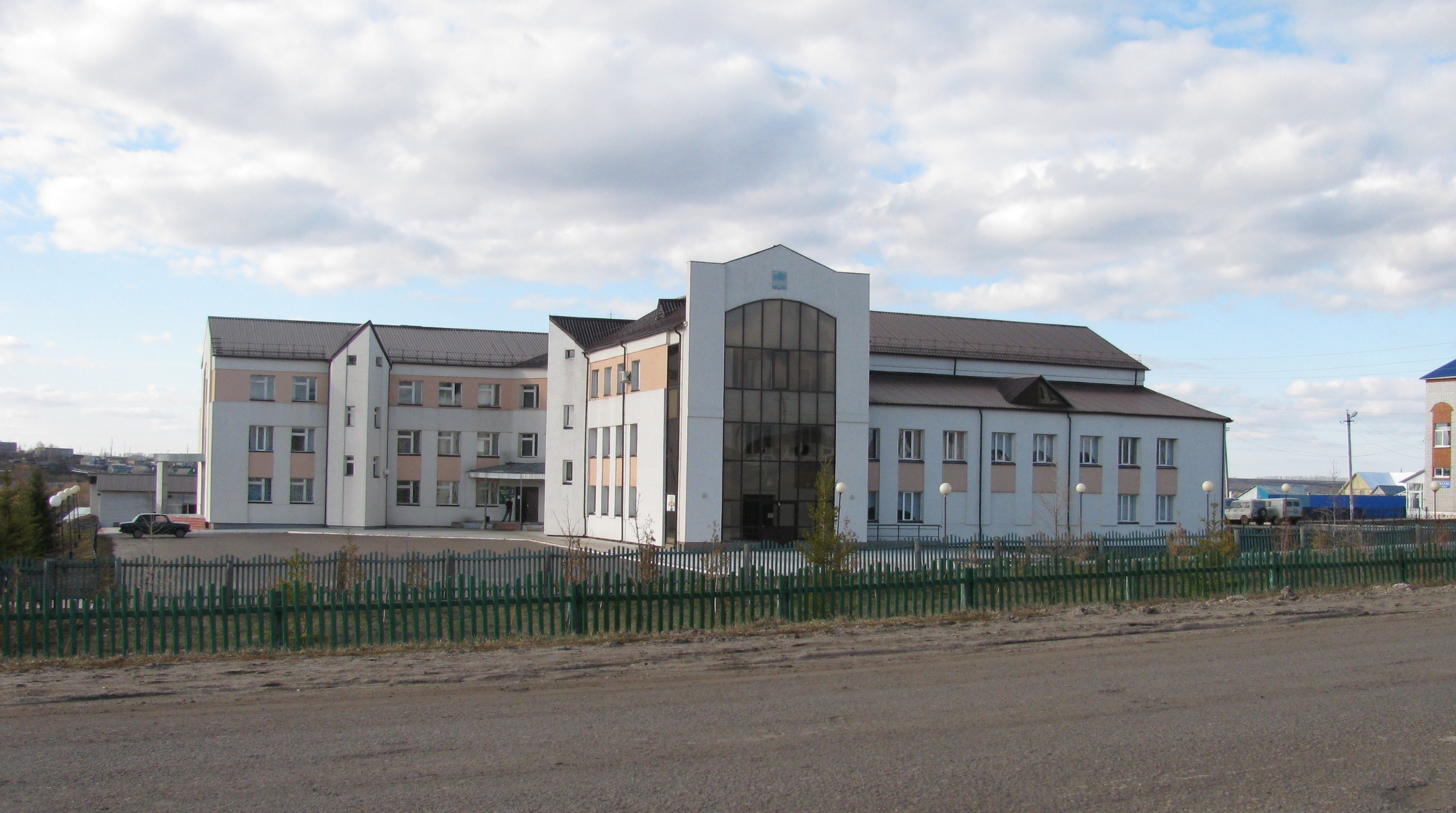
Здание администрации
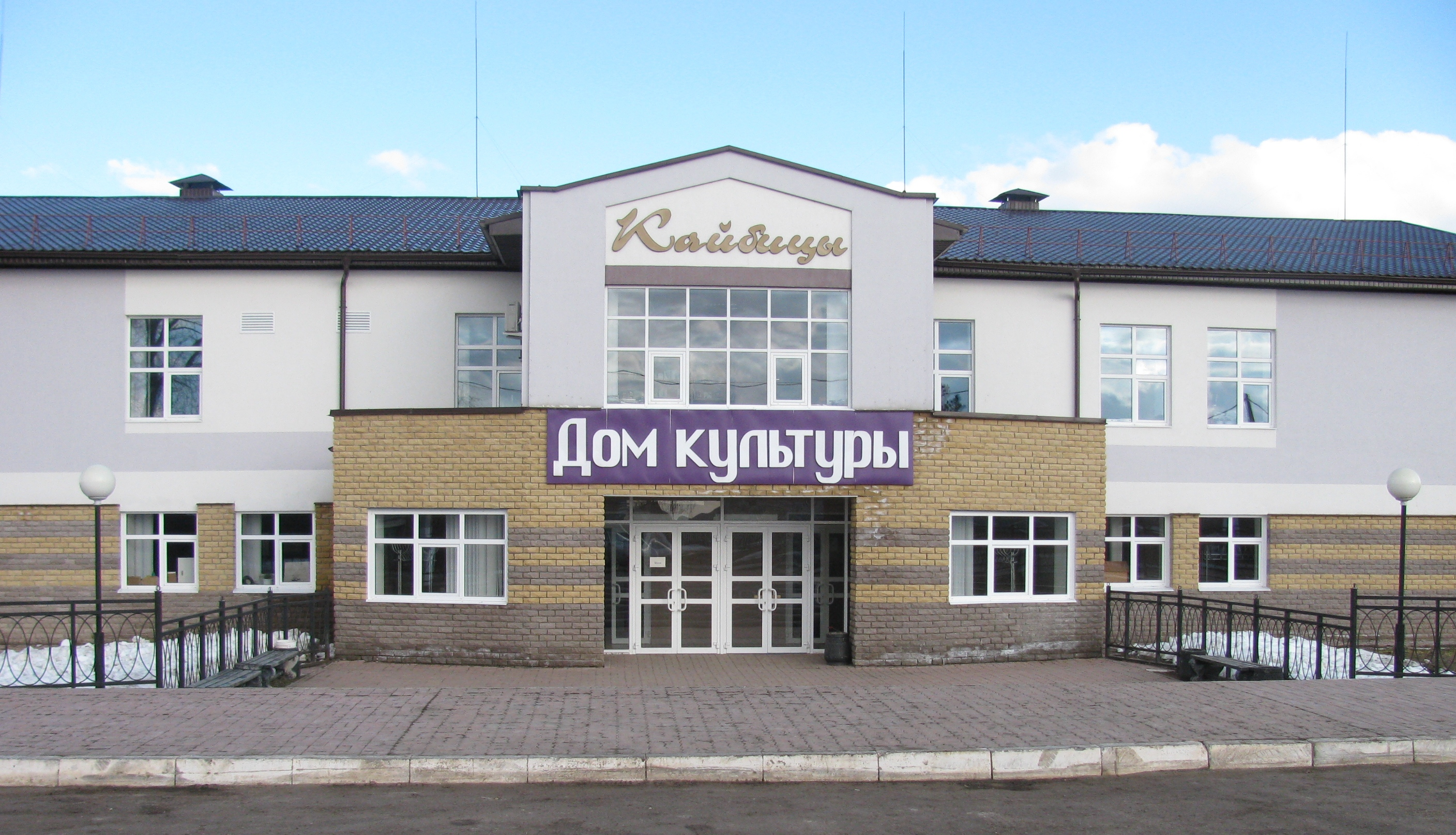
Дом культуры
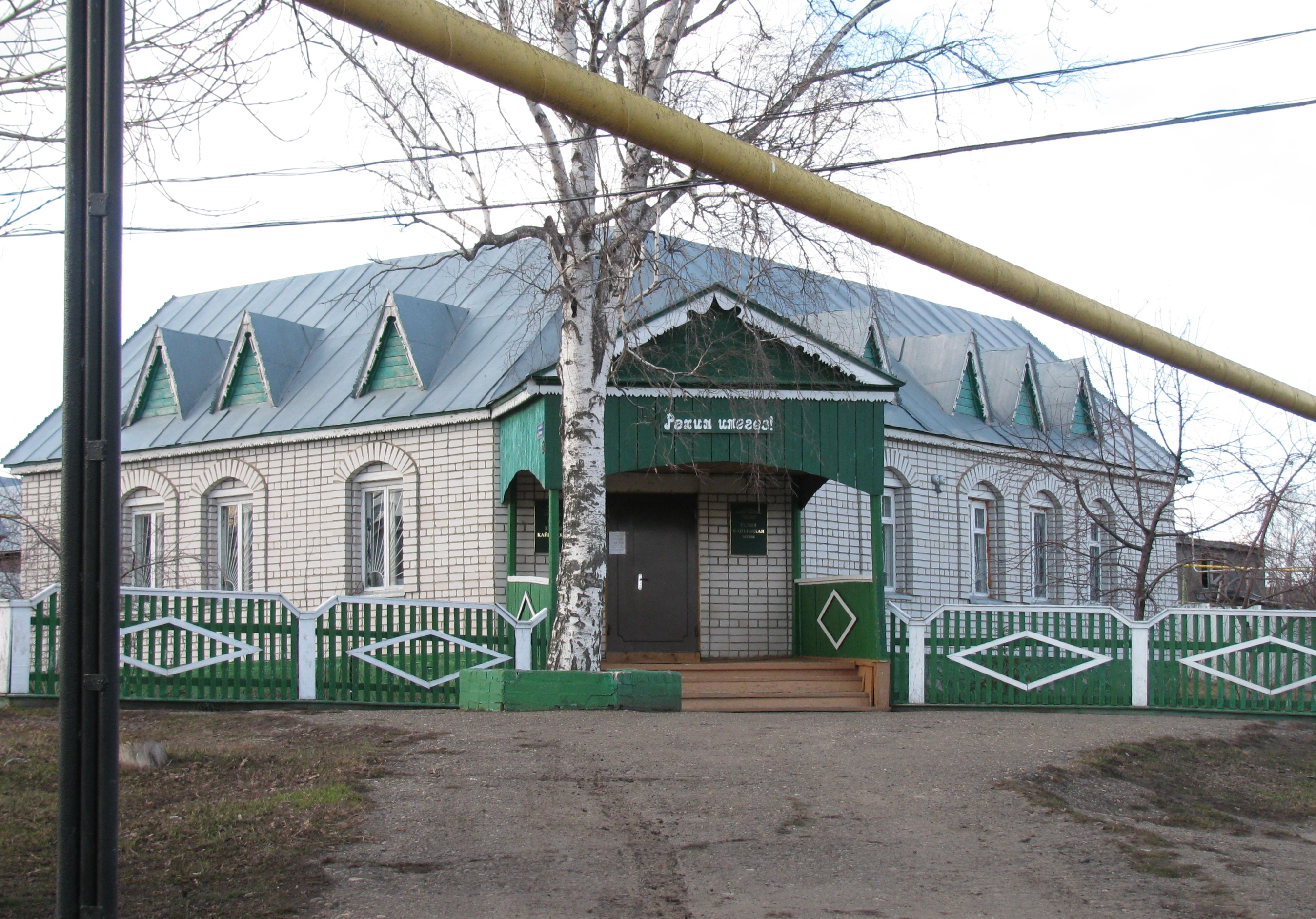
Дом-музей Галии Кайбицкой